# Stenocercus trachycephalus
Stenocercus trachycephalus — вид ігуаноподібних ящірок родини Tropiduridae. Ендемік Колумбії.

## Поширення і екологія
Stenocercus trachycephalus мешкають в горах Східного хребта Колумбійських Анд в департаментах Бояка, Кальдас, Кундінамарка, Норте-де-Сантандер і Сантандер. Вони живуть в сухих гірських лісах, в хмарних лісах та на високогірних луках парамо. Зустрічаються на висоті від 1749 до 3800 м над рівнем моря.